# Etiopiska Arbetarpartiet
Etiopiska Arbetarpartiet var ett kommunistiskt och marxist-leninistiskt politiskt parti i Etiopien mellan 1984 och 1991 och det statsbärande partiet i Demokratiska Folkrepubliken Etiopien 1987–1991. Partiet bildades den 12 september 1984, samma dag den styrande militärjuntan Derg tillkännagav att de ämnade skapa en kommunistisk stat i Etiopien. Partiet upplöstes efter att Etiopiska folkets revolutionära demokratiska front intog Addis Abeba den 28 maj 1991 vilket markerade kommunistregimens fall och ett slut på det inbördeskrig som pågått i landet sedan kejsardömets avskaffande 1974.